# Torloniavasen
Torloniavasen, eller Cesi-Albani-Torloniavasen, är en nyhellenistiskt antik krater, som ingår den privata italienska Torloniasamlingen, ägd av familjen Torlonia.
Torloniavasen är ett 1,8 meter högt romerskt kärl i vit marmor från första århundradet före Kristus. på Tiberns strand i Sassia.
Vasen har en fris i högrelief snidad med ett motiv från en bacchialiskt dryckeslag. Den har tre handtag, som förenas med själva kärlet med skäggiga satyrmasker. Vasen står på tre lejonben och har en triangulär bas, som tillkommit under 1500-talet. 
Under flera århundraden, fram till fyndet av Tazza Albani, var Torloniavasen den mätt efter dess diameter största kända antika vasen.
På 1500-talet gjordes det borrhål i kärlet för att det skulle användas som trädgårdsfontän. Vasen avbildades på en teckning av Giuliano da Sangallo i Barberini Codex (Vatikanbiblioteket), som gjordes efter 1488. Då fanns vasen enligt texten till bilden på Santa Cecilia i Trastevere i Rom. Det är känt att kärlet på 1530-talet, när det avbildades av Maarten van Heemskerck, stod i kardinal Paolo Emilio Cesis trädgård på den norra sluttningen Janiculum, nära Sankt Peterskyrkan. Mot slutet av 1500-talet skingrades inventarierna i Cesis trädgård.
På 1700-talet köptes vasen av Alessandro Albani, som 1760 flyttade in i den nybyggda Villa Albani. Alessandro Torlonia (1800–1885) ärvde Albanis samling 1869 och flyttade den till sitt privata Torloniamuseet.